# Pelle Larsson
Pelle Gustav Gösta Larsson (* 23. Februar 2001 in Nacka) ist ein schwedischer Basketballspieler.

## Werdegang
Larsson, dessen Vater Christian schwedischer Basketballnationalspieler war, begann seine Vereinslaufbahn beim Verein Skuru Basket. Er weilte drei Jahre am Basketballgymnasium in Luleå und spielte in der Saison 2019/20 für den Erstligisten BC Luleå.
2020 ging er in die Vereinigten Staaten, war 2020/21 Student und Basketballspieler an der University of Utah. 2021 wechselte er innerhalb des Landes an die University of Arizona. Anfang Juli 2024 wurde der Schwede von der NBA-Mannschaft Miami Heat verpflichtet.

### Nationalmannschaft
2022 bestritt Larsson sein erstes A-Länderspiel für Schweden, nachdem er zuvor Mitglied der Jugendnationalmannschaften gewesen war.